# 기대권
기대권(期待權, Anwartschaftsrecht, expectant right)은 권리발생요건 중의 일부만이 발생하고 있을 뿐이지만 남은 요건이 실현되면 장차 권리를 취득할 수 있는 경우에 현재의 그러한 기대상태를 권리로서 보호하는 것을 기대권이라 한다. 조건부, 기한부 권리가 이에 속한다.

## 같이 보기
- 추정상속인
- 법정추정상속인

## 참고 문헌
- 이상태, 《물권법》 법원사, 2009. ISBN 9788991512429